# 존 하워드 델린저

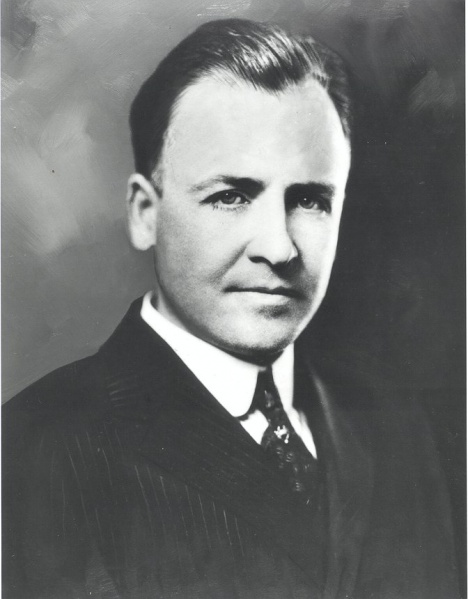

존 하워드 델린저(John Howard Dellinger, 1886년 7월 3일 ~ 1962년 12월 28일)는 미국의 물리학자이자 전기학자이다.
오하이오주의 클리블랜드에서 출생하여 1907년 표준국 연구원이 되었다. 그 후 연합 통신 위원회 주임 기술자·상무성 항공국 연구부 라디오 과장을 역임하였다. 전리층과 우주선이 라디오에 미치는 영향을 연구하여, 1935년 "델린저 현상"을 발견하였으며, 라디오 개량에도 힘썼다. 미국 라디오 협회 회장을 거쳐 만국 과학 무선 연합회 부회장을 역임하였다.